# Parafia Przemienienia Pańskiego w Sanoku

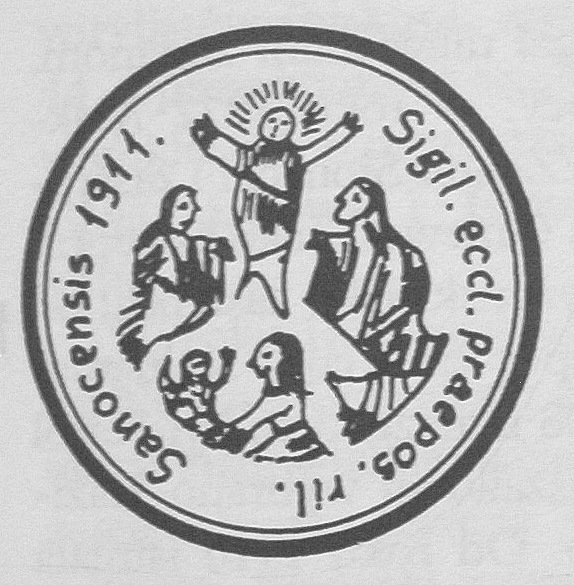
Pieczęć parafii z 1911

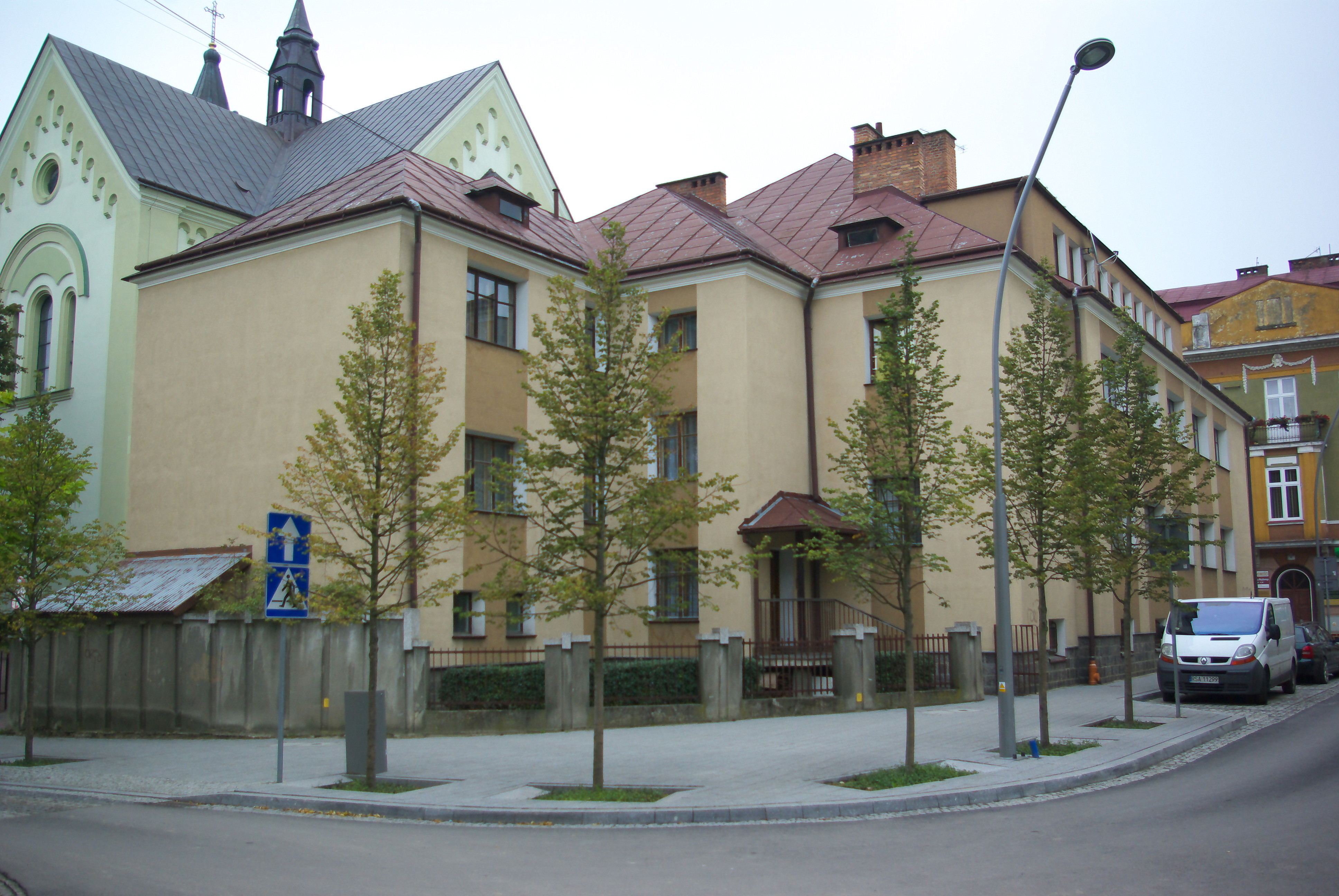
Budynek plebanii parafii

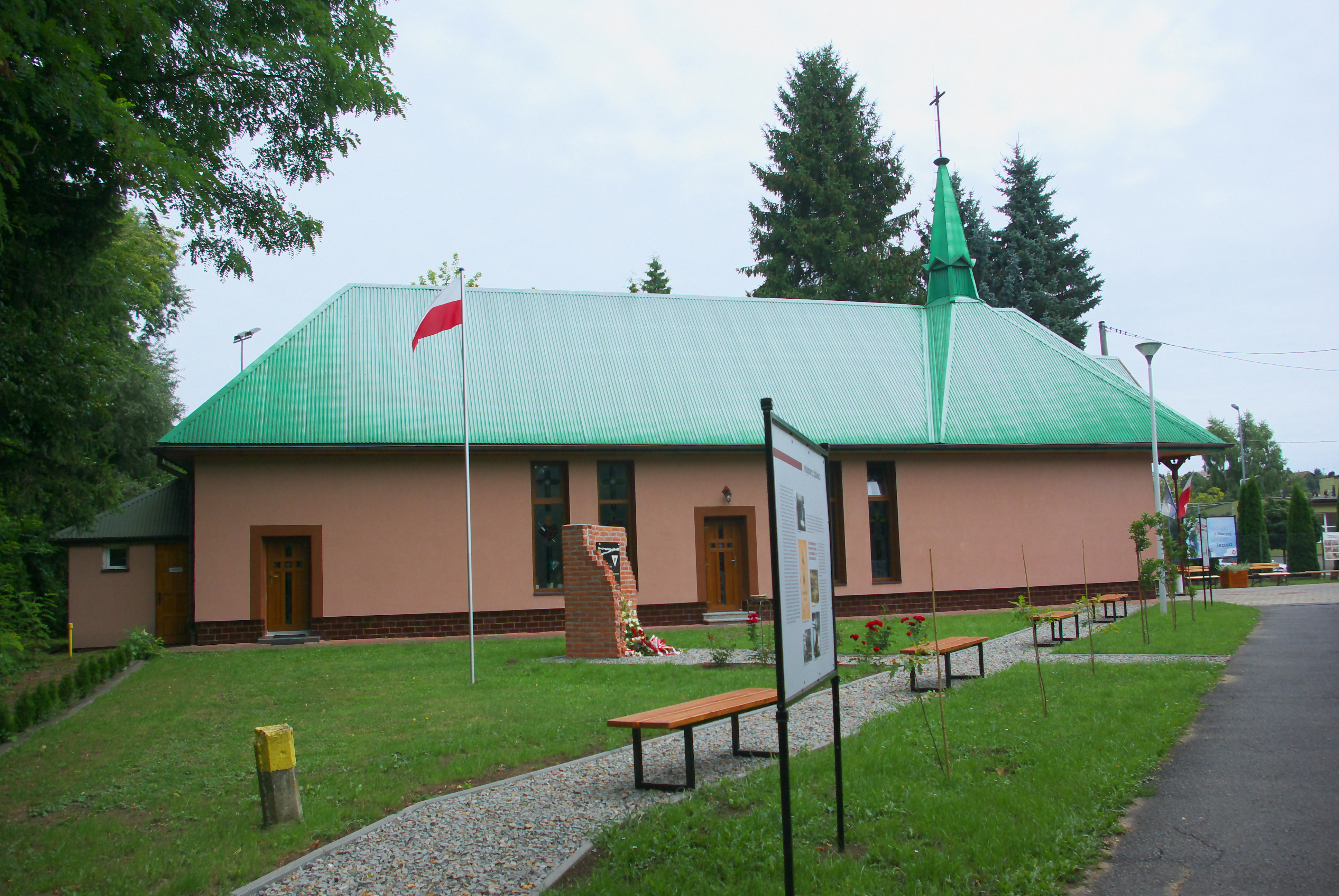
Kaplica rektoralna pw. św. Maksymiliana Marii Kolbego w Sanoku

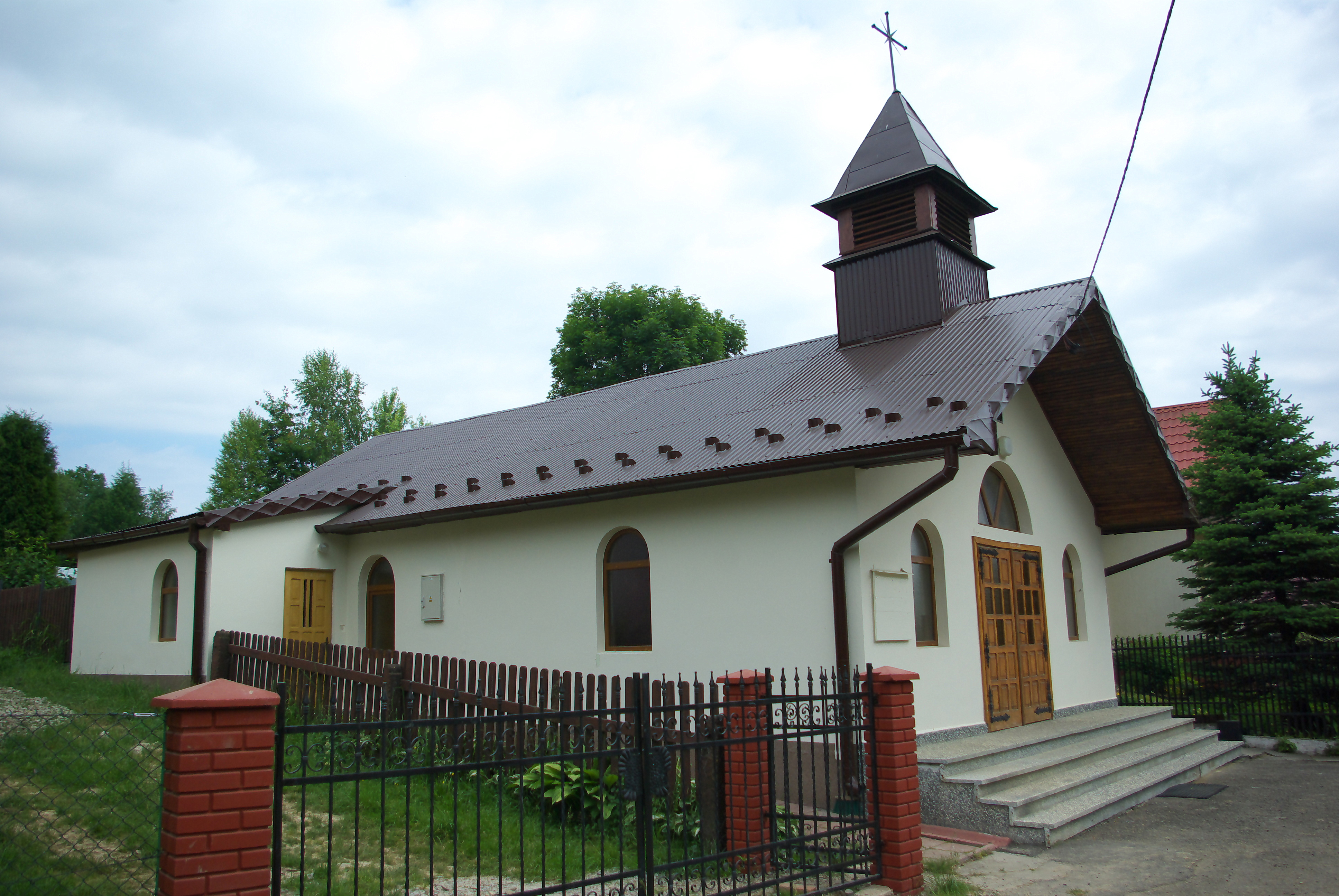
Kaplica filialna pw. Matki Bożej Anielskiej w Płowcach

Parafia Przemienienia Pańskiego w Sanoku − parafia rzymskokatolicka w Sanoku, w dekanacie Sanok I w archidiecezji Przemyskiej.
Parafia funkcjonuje przy kościele Przemienienia Pańskiego w Sanoku. Obejmuje swoim zasięgiem dzielnicę Sanoka, Śródmieście.

## Historia
Sanok jako gród warowny był wzmiankowany już w 1150 roku, a w 1339 roku książę Jerzy II lokował miasto na prawie magdeburskim. Prawdopodobnie pierwszy drewniany kościół pw. św. Michała Archanioła ufundował król Kazimierz Wielki. Parafia w Sanoku powstała przed 1339 rokiem. Drugi kościół murowany ufundował król Władysław Jagiełło, który 2 maja 1417 roku zawarł w nim związek małżeński z Elżbietą Pilecką–Granowską. 
Od 1380 roku w Sanoku była wzmiankowana szkoła parafialna, której wiele wychowanków studiowało na Uniwersytecie Jagiellońskim w Krakowie, a byli to m.in.: Grzegorz z Sanoka, późniejszy arcybiskup lwowski i wybitny humanista XV wieku oraz Jan Grodek z Sanoka, profesor na Wydziale Prawa i dziewięciokrotny rektor Uniwersytetu.
W 1723 roku powołano kolegium księży mansjonarzy, ufundowane przez ks. Franciszka Józefa Goźlińskiego, a kościół został podniesiony do godności prepozytury. W latach 1680 i 1782 kościół był zniszczony przez pożar. W 1788 roku na polecenie władz austriackich mury kościoła zostały rozebrane. 
Przez ponad 100 lat proboszczowie parafii odprawiali msze święte w kościele oo. Franciszkanów. W latach 1874–1886 staraniem proboszcza ks. Franciszka Salezego Czaszyńskiego, zbudowano obecny murowany kościół, według projektu arch. inż. Józefa Braunseisa. 19 grudnia 1886 roku ks. Franciszek Czaszyński poświęcił kościół, a na pasterkę odprawiono pierwszą mszę świętą. Po wykonaniu prac wykończeniowych, 12 czerwca 1897 roku bp Jakub Glazer dokonał konsekracji kościoła.
W marcu 1945 roku spod administracji parafialnej wyłączono Posadę i Zahutyń. W przeszłości do parafii należała także dzielnica Dąbrówka oraz podsanockie wsie: Sanoczek, Czerteż, Międzybrodzie, Trepcza, zaś w 1969 roku nastąpił podział parafii, w wyniku którego powstały Parafia Podwyższenia Krzyża Świętego i Parafia Najświętszej Maryi Panny.
Na terenie parafii jest 9560 wiernych.

## Kościoły
- Płowce – W 1871 zbudowano małą kamienną kapliczkę, z fundacji parafian: Józefa Kobiela, Antoniego Rygliszyna i Antoniego Suskiego. W 1952 roku kapliczkę rozebrano, a w jej miejscu zbudowano kaplicę murowaną, którą poświęcił ks. prał. Antoni Porębski. W latach 60. XX wieku kaplicę rozbudowano i umieszczono w niej punkt katechetyczny. 23 września 1979 roku ks. prał. Adam Sudoł odprawił pierwszą mszę świętą. Od 10 września 1995 roku ks. prał. Marian Burczyk rozpoczął regularne odprawianie mszy świętych, a następnie podjęto decyzję o rozbudowie kaplicy. We wrześniu i październiku rozbudowano kaplicę i 1 listopada z kaplicy wyszła pierwsza procesja na miejscowy cmentarz. 13 października 1996 roku bp Stefan Moskwa poświęcił kaplicę.

W kaplicy znajduje się niewiadomego pochodzenia obraz Matki Bożej z Dzieciątkiem, zwanej „Anielską”. W kaplicy znajduje się również kopia Obrazu Matki Bożej Częstochowskiej.
- Sanok – Parafii podlega także Rektorat pw. św. Maksymiliana Marii Kolbego przy ulicy Zagrody w Sanoku (kaplica została poświęcona 3 lutego 1974[8]), gdzie w latach 1984–2016 posługiwał ks. Krzysztof Pacześniak (także katecheta w pobliskim I Liceum Ogólnokształcącym im. Komisji Edukacji Narodowej, kapelan w kaplicy szpitala w Sanoku, poświęconej 19 grudnia 1981[9]) oraz ks. Konrad Dyrda - kapelan harcerzy.

## Zasięg parafii
Parafia obejmuje swoim zasięgiem dzielnicę Śródmieście oraz Zatorze. Konkretnie są to posesje położone przy następujących ulicach: Asnyka, Baczyńskiego, Boczna, Broniewskiego, Brzechwy, Brzozowa, Cicha, Ciepła, Cerkiewna (numery nieparzyste), Daszyńskiego, Dąbrowiecka, Dąbrowskiej, Dmowskiego, Fredry, Feliksa Gieli, Głogowa, Bartosza Głowackiego, Górna, Jana Grodka, Grunwaldzka, Grzegorza z Sanoka, Heweliusza, Iwaszkiewicza, Jagiellońska (numery parzyste), Jagodowa, Jarzębinowa, Jasna, Jezierskiego, Doktora Jordana, Berka Joselewicza, Kaczkowskiego, Kasprowicza, Kazimierza Wielkiego, Kenara, Kolberga, Konarskiego, Konopnickiej, Kopernika, Kościuszki, Krakowska (nr 8, 12, 14), Krucza, Krzywa, Lenartowicza, Leśmiana, 3 Maja (numery parzyste), Łazienna, Matejki, Niedzielskiego, Plac św. Michała, Malinowa, Adama Mickiewicza (do numeru 28), Aleksandra Mniszek-Tchorznickiego, Modrzewskiego, Nałkowskiej, Niecała, Norwida, 2 Pułku Strzelców Podhalańskich, Okołowiczówka, Osiedle, 800-lecia, Parkowa, Pigonia, Piłsudskiego, Plater Emilii, Płowiecka, Pogodna, Polna, Południowa, Poziomkowa, Pszenna, Rolna, Rymanowska, Rynek (numery 1-3), Sielska, Sienkiewicza, Sikorskiego, Juliusza Słowackiego, Jana III Sobieskiego, Stara, Stawiska, Struga, Szczudliki, Szkolna, Szopena, Śniegowa, Środkowa, Traugutta, 1000-lecia, Wałowa, Wańkowicza, Warzywna, Wąska, Wesoła, Wiejska, Wiktora, Winna, Wyki, Zacisze, Zagrody, Zamenhofa, Zamkowa (numery 13 i 15), Zapolskiej, Zaułek Dobrego Wojaka Szwejka, Za Potokiem, Doktora Jana Zigmunda, Żwirki i Wigury (numery nieparzyste) i Żydowska.
Parafia obejmuje także dwie wsie: Płowce oraz Stróże Małe (dekretem z 14 sierpnia 1958 włączona do parafii).
Obecnie na terenie parafii znajduje się rektorat pw. Św. Maksymiliana Kolbego oraz dwie kaplice dojazdowe w Płowcach i Stróżach Małych. 

## Proboszczowie i kapłani
- ks. Józef Wilusz (do ok. 1830)[11][12]
- urząd proboszcza opróżniony (wakat), administrator – ks. Józef Antoniewicz (ok. 1830/1831)[13]
- ks. Jan Grabowski (od ok. 1831)[14][15][16][17][18][19][20][21][22][23][24][25][26]
- urząd proboszcza opróżniony (wakat), administrator – gwardian konwentu Franciszkanów w Sanoku: o. Wawrzyniec Ferentsak (do 1858)[27][28][29][29][30][31]
- ks. Franciszek Salezy Czaszyński (1858–1898)[32][33][34][35][36][37][38][39][40][41][42][43][44][45][46], od ok. 1882 jako emeryt[47][48][49][50][51][52][53][54][55][56][57][58][59][60]
- urząd proboszcza opróżniony (wakat)[61]
- ks. Bronisław Stasicki (1899–1908)[62][63][64][65][66][67][68][69]
- ks. Władysław Sarna (1908–1909)[70]
- ks. Franciszek Salezy Matwijkiewicz (1909–1933)[71][72][73][74][75][76][77][78][79][80][81]
- ks. Bartłomiej Krukar (18.VII.1933–18.XI.1938)[82][83][84][85][86]
- ks. kan. Antoni Porębski (I.1939–1967)[87][88][89][90]
- ks. Adam Sudoł (01.09.1967–31.07.1995)[91][92][93][94][95]
- ks. Marian Burczyk (06.08.1995[96]–17.10.1998)[97][98][99][100][101].
- ks. prał. dr Andrzej Skiba (1998–2018)
- ks. dr Roman Froń (18.08.2018–)[102]

W parafii posługiwali m.in. ks. Szymon Zuzak, ks. Maurycy Turkowski, ks. dr Jan Trznadel, ks. dr Józef Drozd, ks. Ludwik Stanisławczyk, ks. Szymon Korpak, ks. Józef Opioła, ks. Franciszek Witeszczak, ks. Jakub Mikoś, ks. kan. Paweł Rabczak, ks. Antoni Wołek, ks. kap. Roman Kostikow.
Rodakiem tej parafii jest ks. Antoni Dobrzański, powstaniec krakowski.

## Grupy parafialne
4 listopada 1906 ukonstytuowała się Rada Parafialna, której przewodniczącym został wybrany na trzy lata Wilhelm Szomek, zastępcą ks. dr. Józef Drozd, sekretarzem Ludwik Groniecki, a skarbnikiem Władysław Beksiński.
Przy parafii podjęły działalność: Akcja Katolicka, Róże Różańcowe, Ruch Apostolstwa Młodzieży, Ruch Światło-Życie, Neokatechumenat, Domowy Kościół, Liturgiczna Służba Ołtarza, Krucjata Eucharystyczna, Klub Inteligencji Katolickiej, Grupa Modlitwy Św. Ojca Pio, Rycerstwo Niepokalanej, Zespół SOUL, RAM, Koło Rodziny Radia Maryja, Duszpasterstwo głuchoniemych, Duszpasterstwo niepełnosprawnych (Muminki), Parafialna Rada Duszpasterska.
Raz w miesiącu, w środę, odprawiana jest msza w rycie trydenckim.

## Wydarzenia
- W dniach od 3 do 8 czerwca 1912 parafię i Sanok wizytował bp Karol Fischer[106].
- Raz w roku, w czasie trwania festiwalu im. Adama Didura, wnętrza świątyni służą jako sala koncertowa.

## Plebania
Od 10 maja 1981 do 15 kwietnia 1989 kancelaria parafialna funkcjonowała w kamienicy przy ówczesnej ul. J. Dąbrowskiego 10. Obecna plebania parafii położona jest w osobnym budynku przy południowej stronie kościoła, pod adresem ulicy Grzegorza z Sanoka 5. Za wykonanie projektu plebanii odpowiadał inż. Bogusław Hofbauer, zaś budynek zyskał przydomek „sanocki belweder”.

## Inne informacje
W 1961 proboszcz parafii ks. Antoni Porębski nabył od Jerzego Orawca kamienicę przy ul. Jana III Sobieskiego 10. W tamtejszej kamienicy pod numerem 10 oraz w budynku przy ulicy Juliusza Słowackiego stworzono ochronki dla dzieci (pierwsza pod nazwą Ochronka im. Błogosławionego Edmunda Bojanowskiego Zgromadzenia Sióstr Służebniczek NMP NP, druga Ochronka im. Dzieciątka Jezus, które prowadzą siostry zakonne służebniczki starowiejskie.